# سابياسو
سابياسو بلدية في ولاية باهيا في المنطقة الشمالية الشرقية من البرازيل.